# Garno
Garno [pronunciación en polaco: /ˈɡarnɔ/] es un pueblo ubicado en el distrito administrativo de Gmina Wolanów, dentro del Condado de Radom, Voivodato de Mazovia, en el este de Polonia central. Se encuentra aproximadamente a 2 kilómetros al sur de Wolanów, a 14 kilómetros al oeste de Radom, y a 95 kilómetros al sur de Varsovia.